# لیام گیبز
لیام گیبز (انگلیسی: Liam Gibbs؛ زادهٔ ۱۶ دسامبر ۲۰۰۲) بازیکن فوتبال اهل بریتانیا است.
از باشگاه‌هایی که در آن بازی کرده‌است می‌توان به باشگاه فوتبال ایپسویچ تاون اشاره کرد.